# Tanguero
Tanguero (pol. tangero) – miłośnik tanga (obowiązkowo mężczyzna), tancerz tanga argentyńskiego lub osoba studiująca i pasjonująca się historią, muzyką lub liryką tanga argentyńskiego.
Przykładem polskiego tanguero jest Jerzy Płaczkiewicz.